# Fimbristylis caloptera
Fimbristylis caloptera är en halvgräsart som beskrevs av Latz. Fimbristylis caloptera ingår i släktet Fimbristylis och familjen halvgräs.
Artens utbredningsområde är Northern Territory, Australien. Inga underarter finns listade i Catalogue of Life.